# Gesprengte Ketten – Die Rache der Gefangenen
Gesprengte Ketten – Die Rache der Gefangenen (Verweistitel: Gesprengte Ketten – Die Rache der Opfer; Originaltitel: Great Escape II: The Untold Story) ist ein US-amerikanischer Fernsehfilm aus dem Jahr 1988. Er gilt als Fortsetzung des 1963 erschienenen Kinofilms Gesprengte Ketten.

## Handlung
Während des Zweiten Weltkriegs gelingt einigen in Deutschland kriegsgefangenen amerikanischen Soldaten, mithilfe eines selbst gegrabenen Tunnels aus dem Lager zu entkommen. Zwei deutsche Offiziere sind den Flüchtlingen auf den Fersen und wollen sie um jeden Preis wieder einfangen. Nach und nach werden die Amerikaner entdeckt und von den Deutschen grausam ermordet. Nur Major John Dodge gelingt es, Deutschland zu verlassen. Als der Krieg vorbei ist, kehrt er auf eigene Faust mit einem Freund nach Deutschland zurück, um seine Kameraden zu rächen.

## Rezeption
Der Film war 1989 in der Kategorie „Outstanding Sound Mixing for a Miniseries or a Special“ für den Emmy nominiert.

„Die überlange, romanhaft ausgeschmückte Handlung wird zunehmend zu einem Rachekrimi, der den Vergleich mit Sturges’ dokumentarischem Spielfilm nicht aushält; dank solider Darsteller und effektvoller Dramaturgie dennoch weitgehend spannend.“